# 小宮山虎泰
小宮山 虎泰（こみやま とらやす）は、戦国時代の武将。甲斐武田氏家臣。

## 経歴・人物
大永元年（1521年）以降、元服したとみられる。伊勢に書状を出したことが史料より確認されている。